# 1130er
Portal Geschichte | Portal Biografien | Aktuelle Ereignisse | Jahreskalender | Tagesartikel

◄ |
11. Jh. |
12. Jahrhundert
| 13. Jh. | ►

◄ |
1100er |
1110er |
1120er |
1130er
| 1140er | 1150er | 1160er | ►

1130 |
1131 |
1132 |
1133 |
1134 |
1135 |
1136 |
1137 |
1138 |
1139

## Ereignisse
- 1139: Der Templerorden wird durch die Bulle „Omne datum optimum“ durch Innozenz II. bestätigt und direkt dem Papst unterstellt. Dadurch ist er von der Steuer befreit, darf selbst Steuern erheben und Geld gegen Zinsen verleihen.
- 1139: Alfons I. besiegt in der Schlacht von Ourique die Mauren und begründet als erster König die Unabhängigkeit Portugals von Kastilien-Leon.